# Ken W. Glennie
Kenneth W. Glennie (* 1928; † 23. November 2019) war ein britischer Erdölgeologe und Sedimentologe, der sich insbesondere mit der allgemeinen Sedimentologie von Wüsten, der Geologie des Oman und der Nordsee befasste.

## Leben
Glennie absolvierte noch während des Zweiten Weltkriegs eine Ingenieursausbildung in der britischen Armee und war nach dem Krieg in Libyen und Ägypten stationiert. Er studierte 1949 bis 1954 Geologie an der University of Edinburgh mit einem Masterabschluss, der schon von einem Shell Stipendium unterstützt wurde. Danach war er in der Erdölexploration für Shell, wo er zunächst Ende der 1950er Jahre in Neuseeland arbeitete, was zu seiner ersten Veröffentlichung führte, über Turbidite. Ab 1959 war er in der Exploration in der kanadischen Arktis. 1963 wurde er von Shell in den Mittleren Osten geschickt (unter anderem Libyen und den Oman) um Sedimentationsprozesse in der Wüste zu studieren (mit Anwendungen auf die zum Beispiel in den Niederlanden und der südlichen Nordsee vorhandenen Erdgasspeichergesteine des Rotliegend, die in Wüsten entstanden), was zu seinem ersten Buch 1970 führte. Ende der 1960er Jahre kartierte er auch zwei Jahre die Berge des Oman geologisch (die Karten wurden 1974 veröffentlicht). Ab 1972 wandte er sich der Nordsee-Geologie zu als Team Leader Southern North Sea bei Shell. Aus Vorlesungen über die Geologie der Nordsee entstand ein Standardwerk, das zuerst 1984 erschien. 1985 ging er dort offiziell in den Ruhestand. 1986 organisierte er den ersten Congress on the Petroleum Geology of Northwestern Europe.
Er war seit 1996 Honorarprofessor am King’s College der University of Aberdeen. 1984 erhielt er einen Ehrendoktor (D. Sc.) der University of Edinburgh. Er war Ehrenmitglied der American Association of Petroleum Geologists (AAPG).
Er erhielt 1986 die Major John Coke Medal, 2000 die Silbermedaille der Petroleum Group und 2001 die  William Smith Medal der Geological Society of London. 2000 erhielt er die Alfred Wegener Medal und 1999 die Van Waterschoot van der Gracht Medaille der geologischen Gesellschaft der Niederlande. 2005 erhielt er den Sidney Powers Memorial Award der AAPG. Er war eines der wenigen Ehrenmitglied der Geologischen Gesellschaft des Oman.

## Schriften (Auswahl)
- Desert sedimentary environments (= Developments in Sedimentology. 14). Elsevier, Amsterdam u. a. 1970, ISBN 0-444-40850-9.
- Permian Rotliegendes of Northwest Europe interpreted in the light of modern desert sedimentation studies. In: The American Association of Petroleum Geologists Bulletin. Band 56, Nr. 6, 1972, ISSN 0149-1423, S. 1048–1071.
- als Herausgeber und Mitautor: Introduction to the petroleum geology of the North Sea. Blackwell, Oxford u. a. 1984, ISBN 0-632-01267-6 (4th edition: Petroleum geology of the North Sea. Basic concepts and recent advances. Blackwell Science, Oxford u. a. 1998, ISBN 0-632-03845-4).
- Desert sedimentary environments, present and past – a summary. In: Sedimentary Geology. Band 50, 1987, ISSN 0037-0738, S. 135–165, doi:10.1016/0037-0738(87)90031-5.
- als Herausgeber mit James Brooks: Petroleum geology of North-West Europe. Proceedings of the 3rd Conference on Petroleum Geology of North West Europe held at the Barbican Centre, London, 26–29 October 1986. 2 Bände. Graham & Trotman, London 1987, ISBN 0-86010-703-5.
- Geology of the Oman Mountains. An Outline of their Origin. Scientific Press, Beaconsfield 1995, ISBN 0-901360-27-9 (2nd edition. ebenda 2005, ISBN 0-901360-35-X).
- als Herausgeber mit Abdulrahman S. Alsharhan, G. L. Whittle: Quaternary deserts and climate change. Proceedings of the International Conference on Quaternary Deserts and Climatic Change, Al Ain, United Arab Emirates, 9–11 December 1995. Balkema, Rotterdam u. a. 1998, ISBN 90-5410-597-6.
- Chapter 10: Permian and Triassic. In: Nigel H. Trewin (Hrsg.): The Geology of Scotland. 4th edition. The Geological Society, London 2002, ISBN 1-86239-105-X.
- The desert of Southeast Arabia. Desert Environments and Sediments. Gulf PetroLink, Manama 2005, ISBN 978-99901-04-89-9.